# Sint-Nicolaaskerk (Diepholz)
De Sint-Nicolaaskerk (Duits: St. Nicolai Kirche) is een van de twee protestantse kerkgebouwen van de stad Diepholz (Nedersaksen).

## Geschiedenis
De Nicolaaskerk werd in de jaren 1802-1806 gebouwd en verving een oudere, bijzonder bouwvallige kerk op dezelfde plaats. Wegens geldgebrek werd de 32 meter hoge toren pas in de jaren 1818-1820 voltooid. Een zware brand leidde tot een volledige verbouwing van het interieur van de kerk. Hierdoor ging het oorspronkelijk aanzien van de kerk uit 1806 verloren.

## Beschrijving
De als zaalkerk gebouwde Nicolaaskerk draagt een schilddak. Aan de westelijke zijde van de kerk is een toren aangebouwd.
Het interieur is in lichte kleuren uitgevoerd met vergulde accenten op het altaar, de galerij en het orgel.
Het altaarschilderij toont de opstanding van Christus en betreft een werk dat de Noord-Duitse renaissance vertegenwoordigt.